# Lapsanastrum
Lapsanastrum – rodzaj roślin z rodziny astrowatych (Asteraceae). Obejmuje cztery gatunki. Rośliny te występują we wschodniej Azji od środkowych Chin po Tajwan, Półwysep Koreański i Japonię.

## Morfologia
PokrójRoczne lub krótkowieczne byliny zielne.
LiścieSkupione w rozetę przyziemną, o blaszkach pierzastopodzielonych lub pierzasto wcinanych.
KwiatyZebrane po 6–20 w zazwyczaj zwieszone koszyczki. Okrywa naga, początkowo wąsko walcowata, później w czasie owocowania rozpostarta. Jej listki ułożone w dwóch rzędach. Listki z rzędu zewnętrznego znacznie krótsze od wewnętrznych. Równowąsko lancetowate listki wewnętrzne rozszerzają się w czasie owocowania. Dno koszyczka jest nagie. Wszystkie kwiaty są języczkowe z koroną żółtą.
OwoceWąskoeliptyczne niełupki, z 5 głównymi żebrami i zwykle z 5–10 dodatkowymi żebrami. Pojedyncze żebra na szczycie owocu bywają przedłużone w haczykowate wyrostki. Puchu kielichowego brak.

## Systematyka
Rodzaj z podplemienia Scorzonerinae, plemienia Cichorieae podrodziny Cichorioideae w obrębie rodziny astrowatych Asteraceae. Gatunki z tego rodzaju tradycyjnie włączane były do rodzaju łoczyga Lapsana, ale w połowie lat 90. XX wieku wyodrębniono je w osobny rodzaj i odległe pokrewieństwo tych rodzajów zostało później potwierdzone. Rośliny z rodzaju Lapsanastrum są najbliżej spokrewnione z rodzajem Youngia.
Wykaz gatunków
- Lapsanastrum apogonoides (Maxim.) Pak & K.Bremer
- Lapsanastrum humile (Thunb.) Pak & K.Bremer
- Lapsanastrum takasei (Sasaki) Pak & K.Bremer
- Lapsanastrum uncinatum (Stebbins) Pak & K.Bremer